# Beyond the Invisible
Beyond the Invisible je pesma nemačke grupe Enigma, prvi singl s trećeg studijskog albuma „Le Roi Est Mort, Vive Le Roi!“. Pesma je objavljena 21. oktobra 1996. za izdavačku kuću Virgin Records / EMI.

## Opis
U pesmi „Beyond the Invisible“, Sandra Krecu opet peva na otvranju pesme, a Mihaj Krecu peva vodeće vokale. U pozadini pesme se čuje letonska narodna melodija Sajaja Bramani (Sajāja Bramaņi) u izvođenju Raša folklornog ansambla. Većina pesama na  albumu Le Roi Est Mort, Vive Le Roi! uključuju i gregorijanski napevi kao i plemenske crkvene pesme, koji podsjećaju na njihov prvi i drugi album, MCMXC a.D i The Cross of Changes.

## Videospot
Spot za pesmu je režirao Džulijan Templ u kome učestvuju dve klizačice na ledu (finski ples par Suzana Rakamo i Petri Koko). Snimanje je obavljeno u regionu Viltšir u Engleskoj. Klizalište je izgrađeno posebno za spot i bilo zamrznuto na nedelju dana.

## Pesme
- Singl - 2 pesme:

1. „Beyond the Invisible (Radio Edit)“ – 4:30
2. „Almost Full Moon“ – 3:40

- Singl - 3 pesme:

1. „Short Radio Edit“ – 3:42
2. „Radio Edit“ – 4:30
3. „Album Version“ – 5:05

- Singl - 4 pesme:

1. „Beyond The Invisible (Radio Edit)“ – 4:30
2. „Almost Full Moon“ – 3:42
3. „Beyond The Invisible (Album Version)“ – 5:05
4. „Light of Your Smile“ – 5:10

- Singl - 5 pesama:

1. „Beyond the Invisible (Radio Edit)“ – 4:30
2. „Almost Full Moon“ – 3:42
3. „Beyond the Invisible (Album Version)“ – 5:05
4. „Light of Your Smile“ – 5:10
5. „Beyond the Invisible (Short Radio Edit)“ – 3:42

## Spoljašnje veze
- Review of "Beyond The Invisible"
- Enigma: Beyond The Invisible
- Tekst pesme